# Červený Kostelec (nádraží)
Červený Kostelec je železniční stanice v severozápadní části stejnojmenného města v okrese Náchod v Královéhradeckém kraji nedaleko říčky Olešnice. Leží na neelektrizované jednokolejné trati Jaroměř–Trutnov.

## Historie
Stanice byla vybudována jakožto součást Jihoseveroněmecké spojovací dráhy (SNDVB), autorem univerzalizované podoby původní stanice byl pravděpodobně architekt Franz Reisemann, který navrhoval většinu výpravních budov této dráhy. Práce zajišťovala brněnská stavební firma bratří Kleinů a Vojtěcha Lanny. Dne 1. května 1859 byl se kosteleckým nádražím uveden do provozu celý nový úsek trasy z Jaroměř do Malých Svatoňovic, odkud byla trať 1. srpna 1868 prodloužena dále přes Trutnov do Královce na hranici s Pruskem.
Po zestátnění některých SNDWB v roce 1908 pak obsluhovala stanici jedna společnost, Císařsko-královské státní dráhy (kkStB), po roce 1918 pak správu přebraly Československé státní dráhy.

## Popis
Nachází se zde tři nekrytá jednostranná nástupiště, z toho jedno vnější u budovy a dvě vnitřní s přístupem přechody přes koleje.

## Výpravní budova s vodárnou
V roce 1859 byly ve stanici postaveny výpravní budova s vodárnou, dva sklady uhlí, dva vodní jeřáby, skladiště zboží, volně stojící dřevěné záchody, u každého zhlaví strážný domek, otevřená rampa s malou točnou a dvě popelové jámy.
Výpravní budova byla postavena podle návrhu Franze Reisemanna, typově stejná byla postavena v Jeřmanicích. Střední třípatrová věž s postranními křídly zajišťovala funkci výpravní (přijímací) budovy, vodárny a služebních bytů. Zatímco v křídlech byly čekárny, kanceláře, byt přednosty (dvoupokojový byt s kuchyní) a pokladního (jedna místnost), ve věži měl po jedné obytné místnosti nad sebou strojník čerpadla a v přízemí kuchyň. Věž měla v přízemí strojovnu s čerpadlem a studnu, v každém patře dvě místnosti a v nejvyšším patře v jedné místnosti pak čtyři nádrže na vodu. V devadesátých letech 19. století byly válcové nádrže s rovným dnem nahrazeny podle normálií ÖNWB dvěma novými ocelovými nádržemi s vypouklým dnem, které byly uloženy na oktogonálních ocelových věncích usazených v obvodovém zdivu. Nádrže o společném objemu 106 m³ zabraly obě místnosti a tím čerpadlář přišel o místnosti v horních patrech. V roce 1859 byl dráhou zakoupen Baudyšův mlýn u rybníka Rybčina. V roce 1895 byl mlýn přestavěn na čerpací stanici. Voda vedená náhonem z rybníka na vodní kolo na svrchní vodu a to pohánělo čerpadlo. Z vrtané studny byla voda 1300 m dlouhým potrubím tlačena k nádržím. Ve věži byl instalován parní kotel, parní stroj, výtlačné a gravitační potrubí k vodním jeřábům. V roce 1922 odkoupilo město Červený Kostelec rybník, který následně vysušilo. O dva roky později i mlýn a vodní čerpadlo v roce 1926 převedlo na elektrický pohon. Období ztráty čerpací stanice musela železnice překonat dočasnou instalací parního pohonu. V roce 1927 byly služební místnosti a čekárny přestavěny na obytné prostory a do bytu přednosty byla umístěna pošta.
S rostoucím provozem narůstala potřeba na zvětšení výpravní budovy. Podle plánů z roku 1884 měly být zvýšena boční řídla, kde by byly umístěny služebné byty. Plány z roku 1909 uvažovaly o zvýšení jednoho křídla a přístavbě další symetrické věže s křídlem. Až v roce 1922 byl schválen plán výstavby nové výpravní budovy. V roce 1924 byla dokončena výstavba firmou Dr. Antonín Liebscher a architekt František Tomek. V roce 2005 byla výpravní budova rekonstruována.